# Asajirus indicus
Asajirus indicus is een zakpijpensoort uit de familie van de Molgulidae. De wetenschappelijke naam van de soort is voor het eerst geldig gepubliceerd in 1913 door Oka.